# あいちトリカエナハーレ2020「表現の自由展・その後」
あいちトリカエナハーレ2020「表現の自由展・その後」（あいちトリカエナハーレ2020「ひょういげんのふじゆうてん・そのこ」）は、2020年に愛知県名古屋市で実施されたイベント。

## 概要
2020年に大村秀章知事へのリコール運動が起きるなかで日本第一党が混迷状態に一石を投下するとして、2020年9月25日から3日間、愛知芸術文化センターで開催することを計画していた。同年7月に会場の使用許可が申請されて、指定管理者は外国人への差別的言動を行わないことを確認して、警備員の配置などを条件として7月末に使用を許可した。だが同年8月に指定管理者と愛知県が協議をした結果、条例に基づいて使用許可を取り消す決定をした。主催者はこのことを不服として愛知県に審査請求をすることにした。
2020年9月18日に、名古屋市の河村たかし市長は日本第一党が9月26日と9月27日に開催を予定している美術展について、市文化振興事業団が会場使用を許可したということを明らかにした。このことで愛知県と名古屋市では対応が分かれることになった。名古屋市は9月16日付で名古屋市中区の市民ギャラリー栄での開催を認めた。担当者は管理上の危険が具体的に予測できない限り使用は認められると説明していた。主催者とはヘイトはしないということを確認していた。
9月24日に日本共産党名古屋市議団は、特定の外国人を排斥したり人権を侵害する趣旨の展示等の行為がなされないように緊急の申し入れを行っていた。9月25日には自民党名古屋と名古屋民主と公明党名古屋の各市会議員団が共同して市長に宛てて、外国人に対する不当な差別的言動の解消に向けた取り組みをする名古屋市の理念とは相容れないものであるという要望書を提出していた。この要望書を提出するという行動は、在日本大韓民国民団愛知本部が働きかけていた。最初に声をあげたのは愛知県内に在住の韓国人で、東京や大阪が公共施設を使用するのが困難になっている中で、名古屋が借りやすい地域になってはいけないと語っていた。
9月26日には予定通り市民ギャラリー栄であいちトリカエナハーレ2020「表現の自由展・その後」が開催された。この会場前では市民団体などが、この催しは人種差別を助長するとして抗議活動を行っていた。この催しでは戦争の絵などが約30点展示されていた。このうちの1つには売春宿と思われる家とチョゴリ姿の女性が描かれていたのだが、客引きをする人物の顔が大村秀章知事と思われる人物になっていた。2019年に続いて2020年もカルタが展示されていたのであるが、2020年に展示されていたカルタにはヘイト性は無くなっていた。アイヌの服を連想させる民族衣装が展示されていたのだが、これには先住民を騙りしものという題がつけられていた。その隣の絵画では踊りを踊る群衆が否定的に描かれ漫画風のコロボックルが踊りを揃っていないと揶揄していた。今のアイヌだと主張する人たちに対して文言で彼らの神様やコロボックルにに思いがあるように思えないと非難していた。他には都合のいい椅子という題の作品が展示され、それは木でできた椅子が2つ並んでいるというものであった。あいちトリエンナーレに出展された慰安婦像は木の椅子に座っているものであったが、都合のいい椅子には誰も座っておらず、ただ木の椅子が2つ並んでいるだけのものであった。